# The Iron Curtain
The Iron Curtain (br/pt: A cortina de ferro) é um filme estadunidense de 1948 dos gêneros suspense e espionagem dirigido por William A. Wellman. O filme é supostamente baseado em fatos reais da vida de Igor Gouzenko, conhecido como o homem que iniciou a Guerra Fria.

## Sinopse

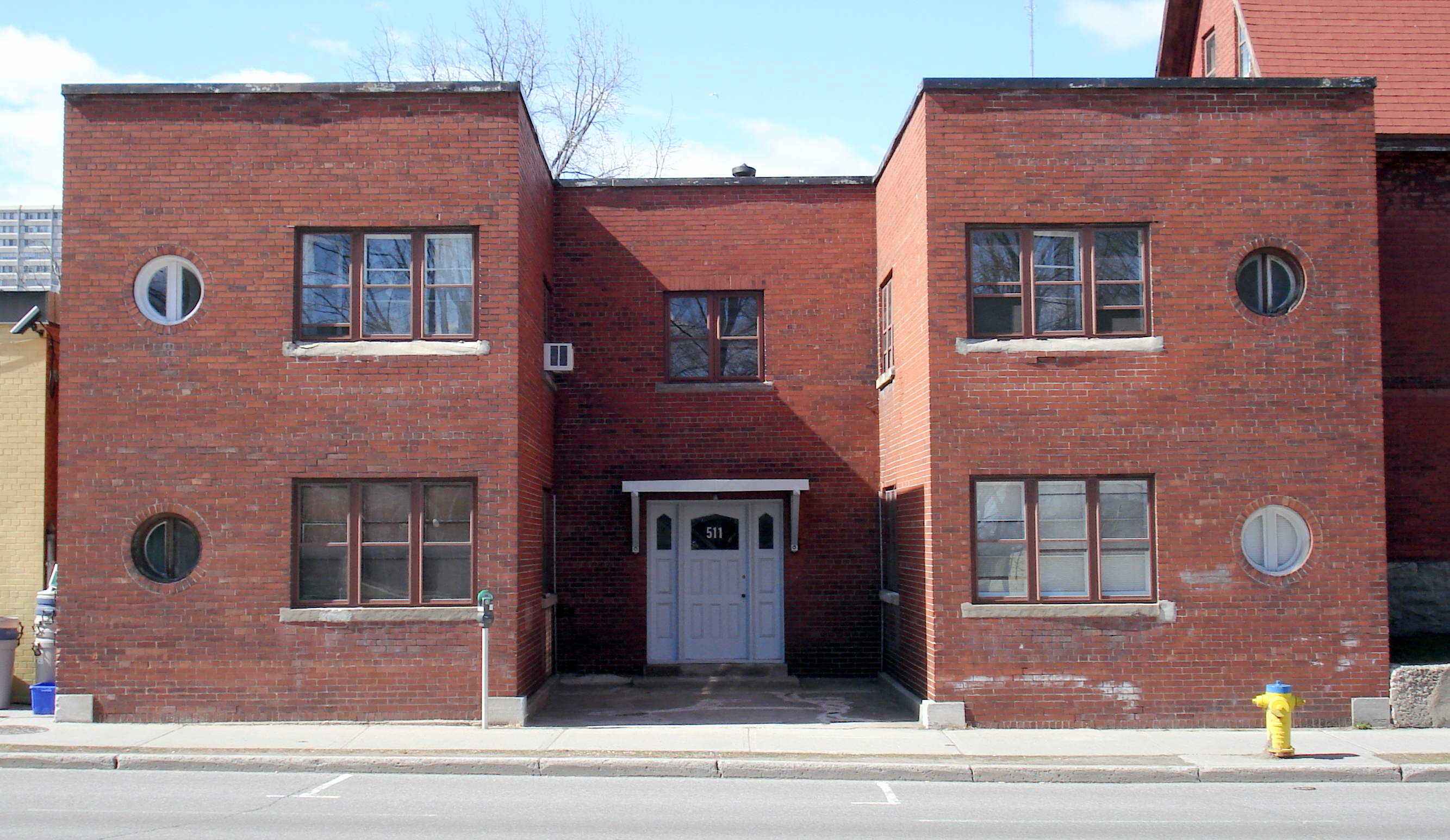
O apartamento em que morou Gouzenko, na rua Somerset, em 2007.

No início de 1943, um avião comercial procedente de Moscou chega à Ottawa, capital do Canadá, trazendo três passageiros soviéticos: o Cel. Aleksandr Trigorin, novo adido militar da Embaixada da URSS, o Maj. Semyon Kulin, seu auxiliar e secretário, e Igor Gouzenko, especialista em decodificação.  Os três são recebidos pelo Cel. Ilya Ranov, 2º secretário da Embaixada e Chefe da Polícia Secreta soviética.
Ao iniciar seu trabalho, Igor decodifica uma mensagem de Moscou pedindo que Trigorin e Ranov procurem 'Paul' a fim de conseguirem determinadas informações.  'Paul', que na realidade se chama John Grubb, é um canadense especializado em descobrir agentes em potencial, para serem treinados.  Trigorin e Ranov o procuram e lhe entregam uma lista das informações desejadas por Moscou.
A principal fonte de recursos humanos usada por Grubb é a Associação dos Amigos da Rússia Soviética.  De lá, saíram nomes como o de Leonard Leitz, membro do Parlamento canadense, Helen Tweedy, codinome 'Nellie', funcionária do Ministério das Relações Exteriores e responsável pela evasão de arquivos diplomáticos secretos, Capt. Donald Class, da Força Aérea, William Hollis, do Serviço de Radar da Aeronáutica.
Anna, esposa de Igor, chega da União Soviética para se juntar ao marido.  Os meses passam.  Certa noite, já deitado, Igor é chamado com urgência à Embaixada.  Lá, Trigorin lhe pede para enviar uma mensagem a Moscou, informando que os americanos estão construindo uma usina para produzir urânio, já tendo investidos US$ 660 milhões.  Ainda na Embaixada, Igor é informado que Anna se encontra internada num hospital, onde deu à luz um garoto.
A primeira menção ao urânio provoca a imediata reação de Moscou, ao fazer com que esse projeto tenha prioridade máxima.  Grubb procura Dr. Harold Norman, do Conselho de Pesquisas, a quem pede informações detalhadas do projeto e amostras do urânio.
Após a queda da Alemanha, Norman entrega a Trigorin dez páginas que detalham a fabricação da bomba atômica, bem como, 162 microgramas de urânio 233.
Quando os americanos lançam as bombas atômicas no Japão, que levam ao fim da 2ª Guerra, a Embaixada promove uma reunião para pedir que todos continuem alertas, agora contra essa democracia capitalista ocidental.
O Maj. Kulin comenta seu desencanto com a atual política soviética, sendo preso por Trigorin e ameaçado de ser mandado de volta à URSS.  Tal fato, associado a uma colocação de sua mulher, Anna, segundo a qual os canadenses acham que os seres humanos não devem viver com medo, faz com que Igor passe a se questionar sobre seu futuro e, principalmente, sobre o futuro que quer para seu filho.  Nas semanas que se seguem, seleciona uma série de documentos secretos, marcando cada um cuidadosamente.
Certo dia, Trigorin lhe comunica que ele está sendo substituído pelo Ten. Pyotr Sergeyev, e que deve retornar à URSS o mais depressa possível.  À noite, apanha os documentos que havia selecionado e os leva para casa.
No dia seguinte, determinado a contar tudo o que sabe ao Governo do Canadá, Igor, juntamente com Anna e seu filho, Andrei, procura o Ministério da Justiça mas não é recebido pelo ministro.  De lá, vão a um jornal independente, mas o editor não leva Igor a sério.  Na Embaixada, seu atraso levanta suspeitas e, logo depois, Trigorin descobre a falta de documentos secretos.
Certo de que vai ser caçado pela Embaixada, Igor entrega os documentos à Anna e a deixa, juntamente com Andrei, na casa da vizinha canadense, a Sra. Albert Foster.  Em seu apartamento, Igor é procurado por Ranov e Trigorin.  Os dois não só o ameaçam e à sua mulher, mas também às famílias dos dois que se acham na Rússia.  É quando Anna entra no apartamento acompanhada de dois policiais canadenses.  Igor lhe pede que entregue os documentos aos policiais.  Alegando que tais papeis foram roubados da Embaixada Soviética, Ranov tenta consegui-los de volta, mas os policiais lhe dizem que, em se tratando de roubo, ele terá que fazer uma reclamação formal aos órgãos competentes.  Ranov e Trigorin se retiram.  Os policiais dizem a Igor e à Anna que eles terão proteção até que os documentos sejam analisados pelas autoridades.
Os jornais, em suas manchetes, falam do desbaratamento de uma célula de espionagem soviética e da prisão, inclusive, de um membro do Parlamento.  Dezoito pessoas são presas.  Ao final do processo, várias são condenadas, entre elas Leonard Leitz, Dr. Harold Norman, Helen Tweedy, Capt. Donald Class e William Hollis, com penas variando entre 3 e 10 anos de reclusão.
Igor e sua família passam a viver definitivamente no Canadá, sendo contemplados com todos os direitos, liberdades e privilégios dados aos cidadãos canadenses.

## Elenco
- Dana Andrews – Igor Gouzenko
- Gene Tierney – Anna Gouzenko
- June Havoc – Nina Karanova
- Berry Kroeger – John Grubb
- Edna Best – Albert Foster
- Stefan Schnabel – coronel Ilya Ranov
- Nicholas Joy – Dr. Harold Preston Norman
- Eduard Franz – major Semyon Kulin
- Frederic Tozère – coronel Alexander Trigorin

## Produção
As locações ocorreram em Ottawa, Canadá, fotografadas em preto & branco por Charles G. Clarke e música de Alfred Newman.